# Тяжёлые крейсера типа «Мёко»
Тяжёлые крейсера типа «Мёко» (яп. 妙高型重巡洋艦 Мё:ко:гата дзюдзюнъёкан) — серия из четырёх японских крейсеров 1920-х годов. Первые «вашингтонские» тяжёлые крейсера японского императорского флота.
Проект 10 000-тонного крейсера был разработан в 1922—1923 годах под руководством Юдзуру Хираги. В 1923—1924 годах были заказаны четыре корабля, которые в 1924—1929 годах были построены двумя государственными («Мёко» и «Нати») и двумя частными («Хагуро» и «Асигара») верфями.
Крейсера типа «Мёко» — одни из наиболее совершенных договорных крейсеров, сочетавшие мощное вооружение и броневую защиту, высокую скорость хода и большую дальность плавания. Дальнейшим развитием этого проекта стали четыре корабля типа «Такао», построенные в 1927—1932 годах.
Крейсера прослужили всё межвоенное время, пройдя при этом две крупные модернизации. Они приняли активное участие в боевых действиях на Тихоокеанском театре Второй мировой войны. Три корабля были уничтожены на её завершающем этапе, тяжело повреждённый «Мёко» был захвачен англичанами в Сингапуре и затоплен в 1946 году.

## Разработка проекта
После ратификации 6 июня 1922 года Вашингтонского договора японский Морской Генеральный Штаб (МГШ) поручил главе секции судостроения Морского Технического Департамента (МТД) Юдзуру Хираге разработать проект крейсеров, соответствующий установленным ограничениям, то есть с главным калибром в 200 мм и стандартным водоизмещением в 10 000 длинных тонн. Месяцем позже, 3 июля, четыре корабля с такими параметрами были включены в новую судостроительную программу, представленную морским министром Томосабуро Като. К концу года МГШ определил свои требования к новому крейсеру:
- Броневая защита, выдерживающая попадания 150-мм снарядов под прямым углом и 200-мм под острым;
- Закрывающие подводную часть корпуса в районе машин були для защиты её от взрывов мин и торпед;
- Восемь 200-мм орудий в четырёх башнях (три в носу «пирамидой», одна в корме);
- Зенитное вооружение из четырёх 120-мм пушек;
- Четыре спаренных неподвижных 610-мм торпедных аппарата;
- Два гидросамолёта на борту;
- Максимальная скорость хода в 35,5 узлов;
- Дальность плавания в 10 000 морских миль 13,5-узловым ходом[3].

Хирага, однако, не был с ними полностью согласен, и предложил добавить пятую башню ГК на корме (для обеспечения огневого превосходства над проектируемыми за границей крейсерами) и броневую противоторпедную переборку, при этом сократив дальность плавания до 8000 морских миль и полностью отказавшись от торпедного вооружения в силу его опасности для самого корабля.
В начале 1923 года капитан 3-го ранга Фудзимото под руководством Хираги начал проектирование крейсера. 18 мая проект был представлен Морскому Техническому Совету и после доработок (переходу к сдвоенной передней дымовой трубе и отказу от треногой фок-мачты — размещавшиеся на ней приборы управления огнём перенесли на башнеподобную надстройку) окончательно утверждён 25 августа. Он имел следующие спецификации:
- Стандартное водоизмещение в 10 000 длинных тонн, с 2/3 запасов в 11 850 метрических тонн;
- Конструкция корпуса подобна более ранним 7500-тонным крейсерам, но с более крупной надстройкой;
- Десять 200-мм орудий в пяти башнях (три в носу «пирамидой», две в корме);
- Четыре 120-мм зенитки в одиночных установках;
- Одна катапульта, два гидросамолёта;
- Максимальная скорость в 35,5 узла при мощности машин в 130 000 л. с.;
- Дальность плавания в 8000 морских миль 13,5-узловым ходом[6].

В дальнейшем, под давлением занимавшегося разработкой 610-мм торпед отдела секции вооружения МТД и МГШ, к тому времени уже сделавшего ставку на ночные бои с их массовым применением (что казалось единственным выходом в условиях установленного для Японии Вашингтонским договором лимита на линейные корабли в 60 % от американского), удалось убедить Фудзимото (который сменил Хирагу) вернуть торпедные аппараты на крейсера. Более того, уже в ходе их постройки в 1925 году спаренные аппараты заменили на строенные Типа 12. Вызванное их размещением на средней палубе сокращение объёма жилых помещений компенсировали удлинением первого яруса носовой надстройки.
Также МГШ добился увеличения числа 120-мм орудий с четырёх до шести. Дополнительную пару орудий разместили над задней частью первого яруса носовой надстройки. Проектное стандартное водоизмещение возросло на 500 дл. тонн.

## Конструкция

### Корпус и компоновка

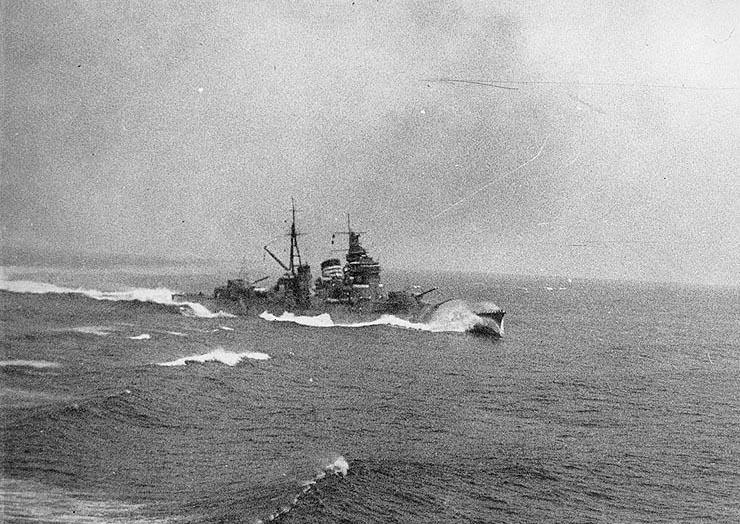
«Хагуро» в штормовом море, 1936 год.

Компоновка кораблей в целом была похожа на более ранние крейсера типов «Фурутака» и «Аоба». Они также отличались большим соотношением длины корпуса к его ширине (11,4 по проекту), необходимым для достижения высокой скорости хода.
Форштевень «Мёко» имел характерную изогнутую форму, впервые применённую на «Юбари» — вместе с его большой высотой (9,14 м) и поднимающейся к носу волнообразной верхней палубой это обеспечивало сравнительно низкобортному (5,94 м) крейсеру хорошую мореходность. Однако строительная перегрузка повлекла увеличение фактической осадки в среднем на 1,20 м, высота борта над ватерлинией уменьшилась почти на 1,80 м на миделе и на 0,30 м в оконечностях. За тремя орудийными башнями в носовой части шла башнеподобная надстройка, восемь ярусов которой (самый высокий из них возвышался на 27 м над уровнем воды) включали в себя следующие помещения и оборудование:
- На первом от уровня зенитной палубы ярусе находились центральный пост управления огнём, различные кладовые, каналы дымоходов и вентиляционные головки от первого котельного отделения;
- На втором ярусе были размещены первая радиорубка, радиотелефонный пост, аккумуляторный отсек и различные кладовые, в его задней части также проходили каналы дымоходов;
- Третий ярус включал в себя рулевую рубку, кабинет штурмана и помещение для хранения навигационных приборов. По его бортам находились два нижних наблюдательных поста с бинокулярами, сзади—сигнальная платформа с 40-см навигационным и 110-см поисковым прожекторами;
- На четвёртом ярусе размещались комнаты отдыха капитана и офицеров, картохранилище и пост радиопеленгатора, в закрытых башенках по бокам—дальномеры тип 14 с 1,5-м и 3,5-м базой;
- На пятом ярусе находились компасный мостик (изначально прикрытый тентом из парусины, с 1929 года полноценно закрытый), три верхних наблюдательных поста с бинокулярами, оперативная и штурманская рубки, а также вторая радиорубка;
- Шестой ярус представлял собой пост с визиром слежения за целью тип 13;
- На седьмом ярусе находились командный пост с тремя бинокулярами;
- Восьмой ярус представлял собой пост главного визира центральной наводки тип 14 и венчался прямой фок-мачтой[10].

В центральной части корпуса находились две дымовые трубы (носовая — сдвоенная), воздухозаборники вентиляторов машинных и котельных отделений, мастерские, 120-мм зенитные орудия и их командный пост. За ними шли трёхногая грот-мачта с грузовой стрелой и ангар гидросамолётов, на крыше которого были размещены резервные пост с визиром центральной наводки и радиорубка. Ещё дальше в сторону кормы находились катапульта и две орудийные башни, а у самого ахтерштевня под палубой — дымогенератор для постановки дымовой завесы. Спасательные средства были представлены шестиметровым и восьмиметровым сампанами, двумя девятиметровыми и четырьмя одиннадцатиметровыми моторными катерами. При использовании крейсеров в качестве флагманских кораблей флотов дополнительно размещался пятнадцатиметровый адмиральский катер.
Составлявшие пояс и среднюю палубу плиты брони также, как и на крейсерах типов «Фурутака» и «Аоба», входили в силовой набор корпуса, увеличивая его продольную прочность и экономя вес за счёт отсутствия под ними стальной обшивки.
Распределение веса элементов выглядело следующим образом:
|                             | Масса, т | В процентах |
| --------------------------- | -------- | ----------- |
| Корпус                      | 4040,8   | 29,8 %      |
| Броневая защита             | 2024,5   | 14,9 %      |
| Оборудование и снаряжение   | 882,0    | 7,0 %       |
| Вооружение                  | 1625,1   | 12,0 %      |
| Силовая установка           | 2730,2   | 20,1 %      |
| Топливо и смазочное масло   | 1884,0   | 13,9 %      |
| Запасы пресной воды         | 116,9    | 0,8 %       |
| Остальное                   | 248,1    | 1,9 %       |
| Водоизмещение с 2/3 запасов | 13 551,4 | 100 %       |

Водоизмещение на испытаниях на 12 % превысило проектную величину в 11 850 тонн, и тем самым была продолжена начатая ещё на «Юбари» практика сильной перегрузки кораблей — ранее нормальным считалось превышение до 2 %. При этом только третья часть её была следствием изменений проекта по требованиям МГШ. Кроме того, были существенно превышены и ограничения Вашингтонского договора, что дало ряду западных авторов говорить о предумышленном характере строительной перегрузки. Хотя в первую очередь она ударила по самим японцам, снизив высоту надводного борта (и бронепояса), скорость и дальность плавания, продольную прочность и запас плавучести.
Метацентрическая высота на испытаниях крейсера «Нати» на стабильность 24 апреля 1929 года составила 1,315 м при полной нагрузке (14 194 т), 1,128 м при загрузке в 2/3 от полной (13 281 т) и 0,469 м в облегчённом виде (10 590 т).

### Броневая защита
Главный броневой пояс из плит NVNC при длине 82,60 м, ширине 3,50 м и толщине 102 мм защищал котельные и машинные отделения. В оконечностях он продолжался узкими поясами шириной 2 м, длиной 24,30 м (в носу) и 16,45 м (в корме) и той же толщины, предназначенными для защиты погребов боезапаса. По проекту они должны были выдерживать попадания 152-мм снарядов под прямым углом и 203-мм — под острым.
Бортовые броневые плиты крепились непосредственно к шпангоутам с наклоном в 12° и являлись частью силового набора корпуса. При проектном водоизмещении c 2/3 запасов они должны были выступать из воды на 3,04 м, фактически из-за перегрузки эта величина снизилась до 1,80 м в случае широкого пояса и 0,3 м — в случае узкого.
К верхнему краю центрального пояса стыковалась средняя палуба, составленная на этом участке из плит NVNC толщиной 35 мм (ближе к бортам — 32 мм) и игравшая роль горизонтальной защиты силовой установки. Над погребами из 35-мм плит собиралась нижняя палуба. Эта броня тоже входила в силовой набор корпуса, крепясь непосредственно к бимсам. Наконец, центральная часть верхней палубы была усилена двумя слоями плит из стали HT: толщиной 12,7—25,4 мм и 16 мм.
Четыре поперечные переборки из плит NVNC толщиной от 38 до 89 мм крепились к поясу и играли роль траверзов, защищавших погреба боезапаса. Канал второй дымовой трубы прикрывался 70-мм (внутренняя сторона и передняя часть), 76-мм (задняя часть) и 89-мм (внешняя сторона) такой же брони на 1,83 м от уровня средней палубы, первые два дымохода же бронирования не имели. Стены и потолок рулевого отделения защищались 25-мм и 50-мм плитами. Что касается башнеподобной надстройка, то она исходно не бронировалась, как и на 7500-тонных крейсерах.
Защита подводной части корпуса была представлена двойным дном и булями. Последние при длине в 93 и наибольшей глубине в 2,5 м закрывали центральную часть корпуса и в военное время должны были заполняться пустотелыми стальными трубками общей массой до 200 тонн. От корпуса були отделялись противоторпедной переборкой из стали HT толщиной 58 (29+29) мм. Согласно расчётам, основанным на обстрелах корпуса недостроенного линкора «Тоса» 8 июня 1924 года, данная защита была способна выдержать попадание 533-мм торпеды с 200 кг взрывчатки.

### Силовая установка
На крейсерах устанавливались 4 турбозубчатых агрегата мощностью по 32 500 л. с. (23,9 МВт), приводившие в движение 4 трёхлопастных гребных винта. Суммарная мощность в 130 тысяч лошадиных сил по проекту должна была обеспечивать максимальную скорость хода в 35,5 узла при водоизмещении 12 350 дл. тонн. Данная паротурбинная установка была разработана секцией судовых механизмов МТД (Кансэй Хомбу, сокращённо—Кампон) и являлась модификацией более ранней, предназначенной для линейных крейсеров типа «Амаги».
LP — турбина низкого давления;
HP — турбина высокого давления;
CT — турбина крейсерского хода;
AT — турбина заднего хода;
MG — шестерни главной передачи;
CG — передача с турбины крейсерского хода;
S — вал гребного винта.
Каждый агрегат включал в себя четыре активные однопоточные турбины: две низкого давления (по 8125 л. с. при 2000 об/мин) и две высокого (8125 л. с. при 3000 об/мин). Через 40-тонный редуктор с геликоидной передачей (одна центральная шестерня и четыре ведущие шестерни от турбин, передаточные числа от 6,24 до 9,43) они вращали вал 3,85-м гребного винта с максимальной частотой оборотов 320 об/мин. От применявшейся ранее комбинированной схемы с активными ТВД и реактивными ТНД отказались из-за слишком высокой осевой нагрузки в последних и ненадёжности снижавшего её двухпоточного режима. Кроме того, лопатки турбин стали изготавливать из нержавеющей стали, а не фосфористой бронзы, как ранее.
Для движения кормой вперёд предусматривались отдельные турбины заднего хода. Они питались паром от турбин низкого давления и имели мощность по 4500 л. с. каждая (36 000 л. с. суммарно), вращая винты в обратном направлении.

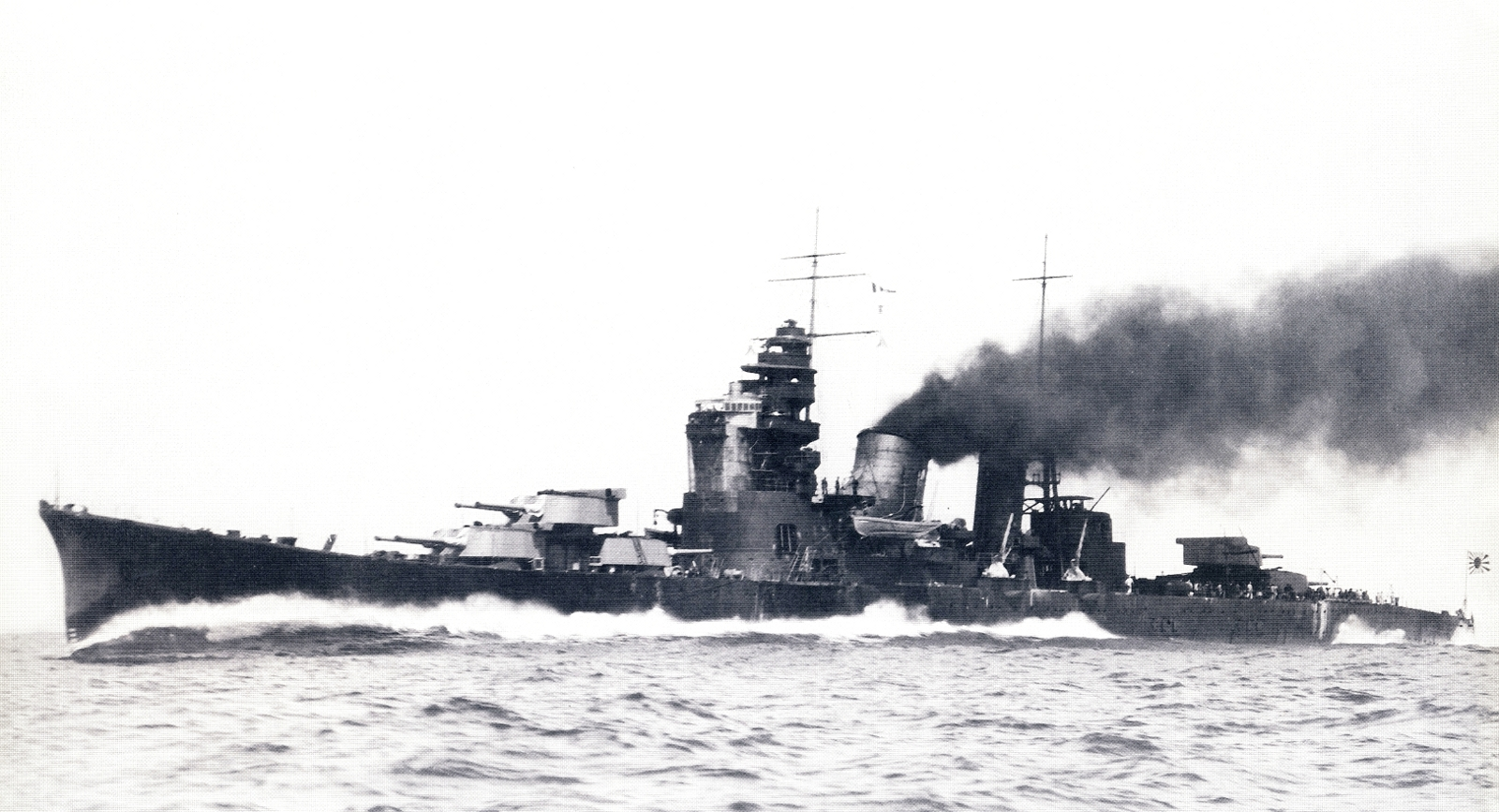
«Нати» на ходовых испытаниях в ноябре 1928 года.

Для экономичного хода имелись две крейсерские турбины, соединённых отдельными редукторами с турбинами высокого давления ТЗА в носовых машинных отделениях. При суммарной мощности в 6800 л. с. они обеспечивали 14-узловую скорость хода. При их работе ТЗА кормовых МО отсоединялись от гребных валов, и последние, во избежание роста сопротивления, вращались электродвигателями. Это улучшало экономичность, но при этом возрастало время перехода от крейсерского хода к полному. При росте скорости до 18—22 узлов пар вместо ТКХ последовательно поступал только на внутренние ТВД и ТНД носовых ТЗА, в диапазоне 22—28 узлов — на все ТВД и ТНД носовых ТЗА, а начиная с 28 узлов — на ТВД и ТНД всех четырёх агрегатов. С максимальным проектным запасом топлива (2470 тонн мазута) дальность плавания должна была достигать 8000 морских миль, но из-за большой перегрузки в первые годы службы фактическая составила только 7000.
Отработанный пар собирался в восьми однопоточных конденсаторах типа «Унифлюкс» (четыре рядом с ТНД и четыре ниже их), с охлаждаемой площадью по 762 м². Каждое машинное отделение оснащалось двумя нагнетательными и двумя вытяжными вентиляторами типа «Сирокко», маслоохладителем и тремя масляными насосами системы принудительной смазки.
Па́ром турбозубчатые агрегаты питали двенадцать водотрубных котлов типа «Кампон Ро Го» с нефтяным отоплением, располагавшиеся в девяти котельных отделениях. В первых трёх находилось по два больших котла, в остальных шести—по одному малому. Рабочее давление пара — 20,0 кгс/см² (температура насыщенного пара при таком давлении — 213 °C). Для отвода продуктов сгорания использовались две дымовые трубы: передняя сдвоенная (от 1-5 котельных отделений) и задняя одиночная (от 6-9 отделений).
Для питания корабельной электросети (напряжение — 225 В) использовались три бензиновых электрогенератора по 200 КВт и один дизельный на 135 КВт, суммарной мощностью 735 КВт, расположенных на трюмной палубе, вдали от машинного отделения.
Масса силовой установки составила 2730 дл. тонн.
| Результаты ходовых испытаний крейсеров | Результаты ходовых испытаний крейсеров | Результаты ходовых испытаний крейсеров | Результаты ходовых испытаний крейсеров | Результаты ходовых испытаний крейсеров | Результаты ходовых испытаний крейсеров |
|                                        | Дата                                   | Место проведения                       | Водоизмещение, тонн                    | Мощность силовой установки, л. с.      | Скорость, узлов                        |
| -------------------------------------- | -------------------------------------- | -------------------------------------- | -------------------------------------- | -------------------------------------- | -------------------------------------- |
| «Нати»                                 | 22 октября 1928 года                   | Район острова Угурудзима               | 12 200                                 | 131 481                                | 35,531                                 |
| «Мёко»                                 | 15 апреля 1929 года                    | Район Татэямы                          | 11 923                                 | 131 763                                | 35,225                                 |
| «Хагуро»                               | 21 декабря 1928 года                   | Район острова Косикидзима              | 12 137                                 | 132 568                                | 35,789                                 |
| «Асигара»                              | 11 апреля 1929 года                    | Пролив Кии                             | 12 295                                 | 132 533                                | 35,134                                 |

На ходовых испытаниях контрактной скорости достигли только два из четырёх крейсеров, причём они проводились с водоизмещением, близким к проектному с 2/3 запасов (12 350 дл. тонн), а не фактическому, достигшему из-за перегрузки 13 300 тонн. Быстрейшим из четырёх единиц стал «Хагуро», развивший скорость в 35,79 узлов при 100 % мощности машин и 36,19 при их форсировке. За 4 дня до этого, 17 декабря, на мелководной (60 м) мерной миле у Миэ им был получен неудовлетворительный результат в 34,6 узла, что объяснялось эффектом спутной волны. После смены по настоянию верфи района испытаний на имеющий большую глубину (180 м) достигнутая скорость повысилась более чем на один узел и заметно превысила контрактную.
На ходу 14 узлов силовая установка «Нати» потребляла 0,623 кг/л. с. топлива в час, «Хагуро» 0,641 кг/л. с. в час.

### Вооружение

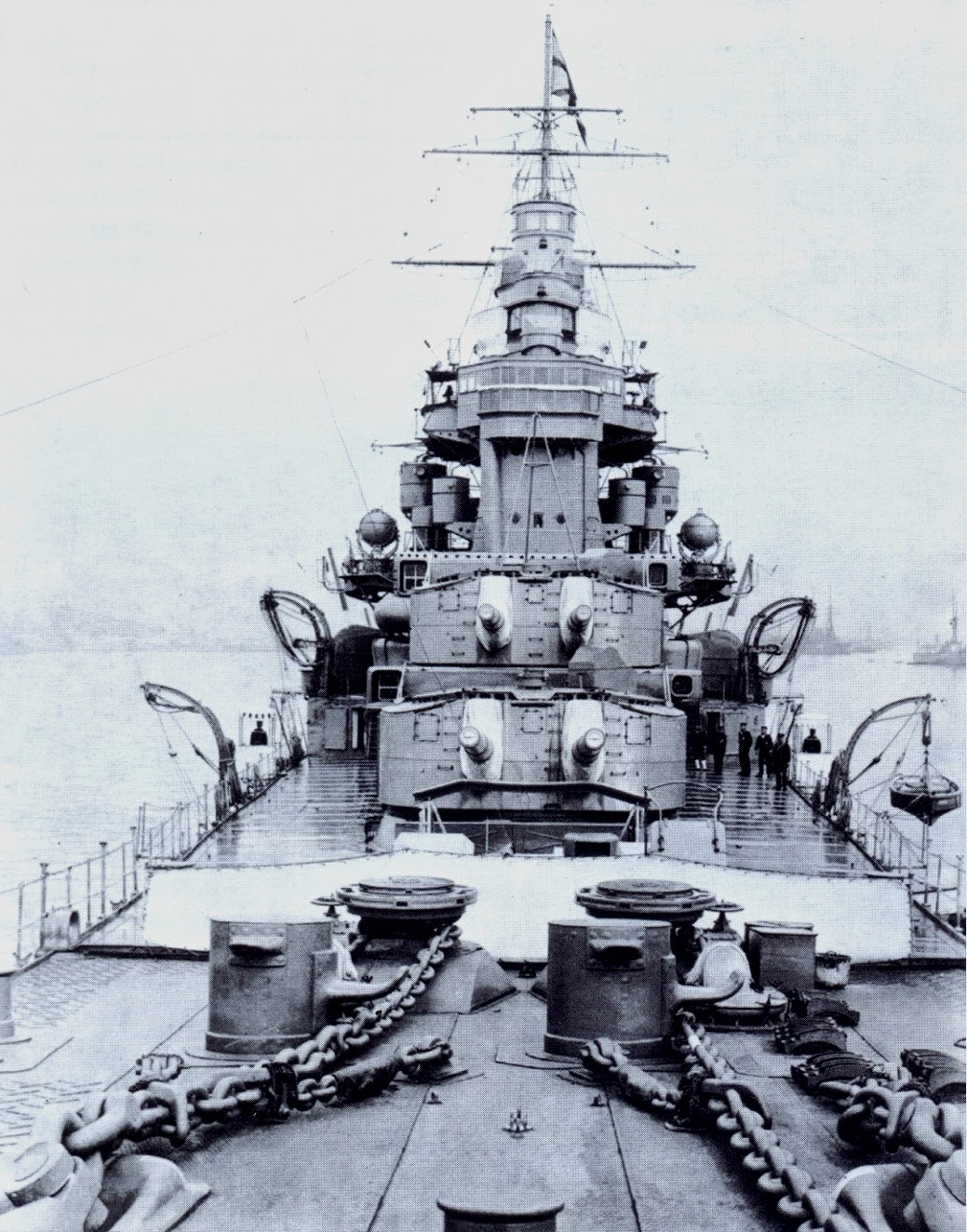
Носовая часть «Мёко», 1931 год. Видны две носовые орудийные башни и 6-метровые дальномеры на их крышах.

Главный калибр крейсеров включал десять 200-мм орудий в пяти двухорудийных башнях. Данная артсистема разрабатывалась в Морском арсенале Курэ под руководством инженера Тиёкити Хаты в 1916—1921 годах, на вооружение ВМФ Японии была принята в 1924 году. 200-мм орудие типа третьего года имело длину ствола в 50 калибров и проектную скорострельность 5 выстрелов в минуту. Оно оснащалась поршневым затвором, имело скреплявшийся полупроволочным способом ствол, общая его масса составляла 17,9 тонн.
Три башни размещались «пирамидой» в носу и две по линейно-возвышенной схеме—в корме. Применяемая установка типа D была разработана в 1925 году, её модифицированный вариант (тип C) также устанавливался на крейсера типа «Аоба». При массе в 159 тонн и диаметре погона 5,03 м она имела круговое бронирование из плит NVNC толщиной в 25 мм. Поверх него крепились тонкие стальные листы, игравшие роль солнцезащитных экранов. Хотя МГШ требовал противоснарядной защиты и для башен, быстро выяснилось, что только из-за веса плит нужной толщины (150 мм лоб, 100 мм борта, 50 мм корма) их масса превысит 200 тонн и от этой идеи отказались. Поворот каждой установки обеспечивался через червячную передачу гидравлическим приводом, работавшим от связки электродвигателя мощностью 50 л. с. и гидронасоса (рабочая жидкость—рапсовое масло, давление в системе—35,0 кгс/см²). Вторая такая связка из 75-сильного двигателя и двух помп приводила в действие гидроприводы, отвечавшие за работу досылателей и подъёмников, а также подъём и опускание орудий (до 6° в секунду). Данная система была очень шумной, кроме того, из-за отсутствия её охлаждения температура масла в тропиках достигала 40° по Цельсию.
Боеприпасы (110-кг снаряды и 32,63-кг заряды в картузах) подавались вручную из погребов до перегрузочного отделения, а оттуда—толкающими подъёмниками в центральных каналах башен поднимались до орудий. На момент вступления в строй использовались четыре типа снарядов—бронебойные с баллистическим колпачком тип 5 и тип 6, «общего назначения» (фугасный) № 4 и практический. Максимальная дальность стрельбы при угле возвышения в 40° достигала 26,7 км.
Система управления огнём главного калибра включала два визира центральной наводки (ВЦН) тип 14 — на вершине носовой надстройки (главный) и над кормовой надстройкой (резервный), визир слежения за целью тип 13, три 6-метровых (на крышах башен ГК № 1, 2 и 4), два 3,5-метровых и два 1,5-метровых (на мостике) дальномера тип 14 и пять 110-см поисковых прожекторов.

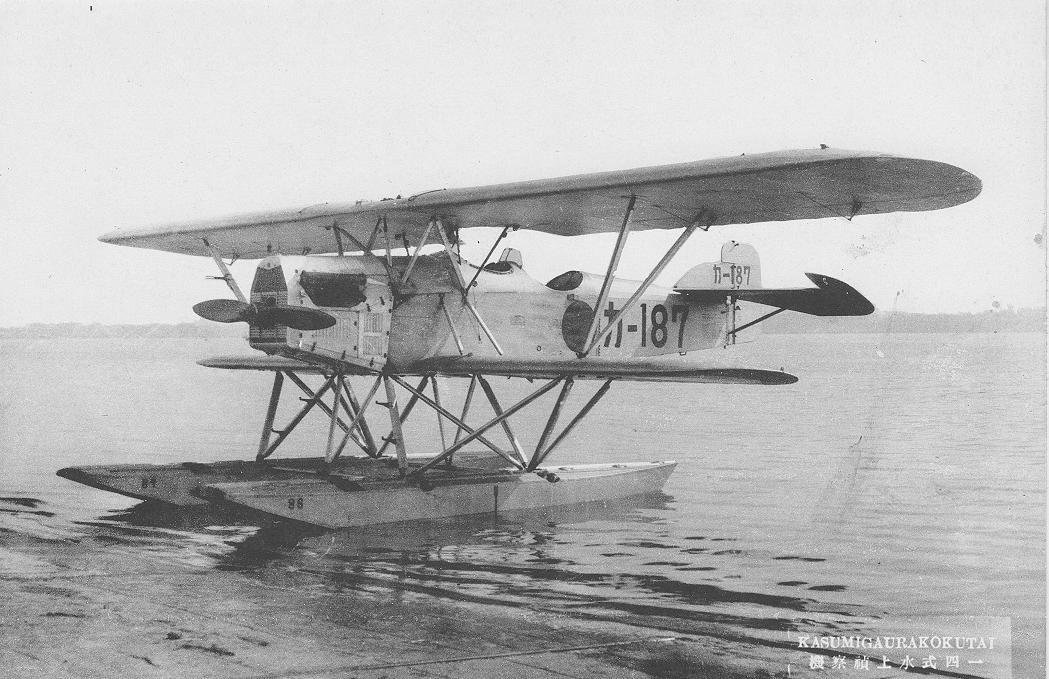
Гидросамолёт тип 15.

Для борьбы с самолётами в центральной части корпуса были установлены шесть 120-мм орудий тип 10 в одиночных установках типа B2 («Нати» при вступлении в строй получил более простые типа B с ручным приводом и без бронещитов). Они представляли собой зенитный вариант более раннего орудия тип 3, разработанный под руководством Тиёкити Хаты в Курэ в 1921—1926 годах. С максимальным углом возвышения в 75° их досягаемость по высоте достигала 8450 метров. Для управления их огнём использовались те же визиры тип 14, что и для орудий ГК, а также два дополнительных 4,5-метровых дальномера тип 89 по бокам от задней дымовой трубы. Дополнительно на площадке между трубами были размещены два 7,7-мм пулемёта типа «Рю».
Торпедное вооружение состояло из четырёх строенных 610-мм торпедных аппаратов тип 12, располагавшихся на средней палубе. Запускаемые из них парогазовые торпеды тип 8 № 2 при стартовой массе в 2,362 тонны несли 346 кг тринитрофенола и могли пройти 20 000 м на 27 узлах, 15 000 на 32 и 10 000 на 38. Их штатный боекомплект в мирное время составлял 24 единицы, в военное—36.
Крейсера также несли работающую на сжатом воздухе катапульту тип № 1 Модель 1, расположенную в корме, перед четвёртой башней ГК. С неё запускались разведывательные гидросамолёты тип 15. В расположенный в кормовой надстройке ангар по проекту их вмещалось два, фактически на крейсерах в первые три года службы базировался один.

### Экипаж и условия обитаемости
По первоначальному проекту экипаж крейсеров состоял из 704 человек: 47 офицеров и 657 унтер-офицеров и матросов. В процессе постройки из-за увеличения количества торпедных труб и зенитных орудий численность нижних чинов возросла до 717, а всей команды—до 764.
Кубрики рядового состава находились на нижней и средней палубах в носу и корме, а также в первом ярусе башнеподобной настройки. Офицерские каюты были сосредоточены в носовой части по краям нижней и средней палуб, там же находилась кают-кампания. Несмотря на размещение жилых помещений на двух палубах против трёх на крейсерах типа «Фурутака»/«Аоба», сокращения площади на человека не произошло (1,54 квадратных метра против 1,5—1,6), но они всё равно считались тесными и не очень подходящими для плавания в тропических водах.
На кораблях имелись кладовые для риса и пшеницы (в носовой части) и морозильная камера (объёмом 67 кубометров,в корме). На средней палубе размещались лазареты с карантинными помещениями, а также раздельные (для офицеров и матросов) камбузы и бани.
«Нати» и «Хагуро» строились с расчётом использования в военное время как флагманов дивизий крейсеров и по этой причине имели помещения для размещения офицеров их штабов. «Мёко» и «Асигара» же планировались как флагманы флотов, и дополнительно к этому имели большие боевые рубки и дополнительные средства связи.
Кроме того, строившийся «Мицубиси» «Хагуро» получил ряд новшеств, ранее применённых на построенных для компании «Ниппон Юсэн Кайся» пассажирских лайнерах «Тацута-Мару» и «Асама-Мару» и сделавших условия обитаемости на нём несколько лучше, чем на однотипных крейсерах. Апартаменты командира, офицерские каюты и кают-кампания на нём окрашивались в салатовый цвет, палуба в них покрывалась зелёным линолеумом. Металлические рундуки и столы покрасили под тёмное дерево, на последние также добавили деревянные огнестойкие столешницы. Кроме того, была улучшена вентиляция камбузов благодаря установке электрических вентиляторов. В результате наблюдавший за маневрами флота император Хирохито 22-24 октября 1930 года находился на борту «Хагуро», а не флагмана 4-й дивизии крейсера «Асигара», номинально более для этого предназначенного.

## Строительство

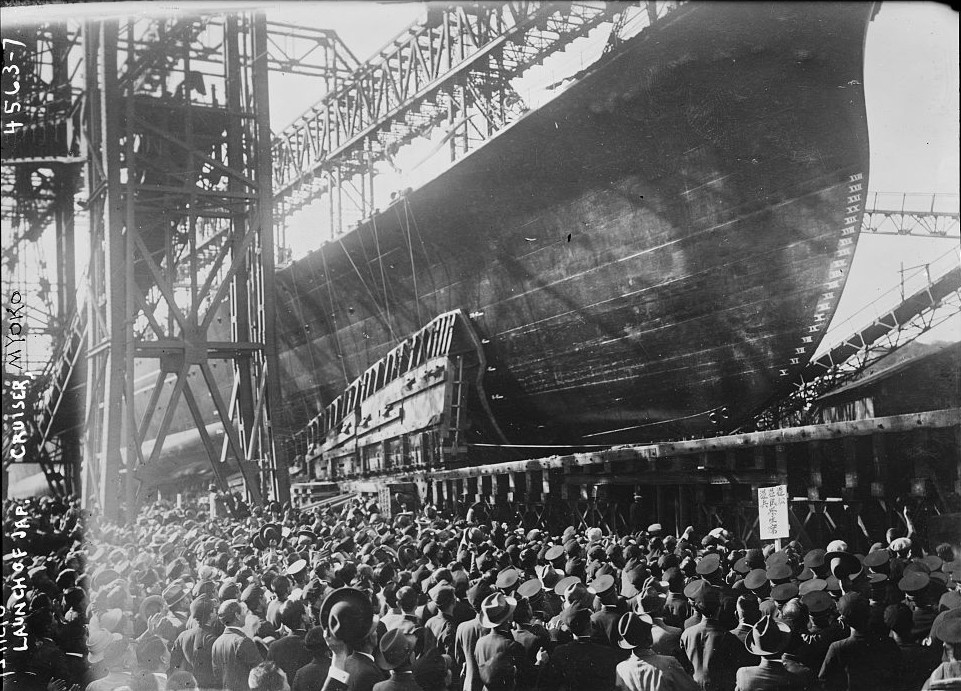
Корпус крейсера «Мёко» перед спуском на воду. Йокосука, 16 апреля 1927 года.

Заказы на первые два крейсера стоимостью по 21,9 млн иен были выданы государственным верфям в Йокосуке и Курэ весной 1923 года. Закладку их предполагалось осуществить в течение нескольких месяцев, однако произошедшее 1 сентября катастрофическое землетрясение и последующее сокращение расходов на постройку новых военных кораблей нарушили эти планы. 10 декабря крейсеру № 5 было присвоено название «Мёко» в честь вулкана высотой 2454 м в префектуре Ниигата, а крейсеру № 6 — «Нати» в честь горы на юго-востоке префектуры Вакаяма. Оба имени в ЯИФ использовались впервые, хотя ранее и входили в число кандидатов для именования 8000-тонных кораблей программы «8-8».

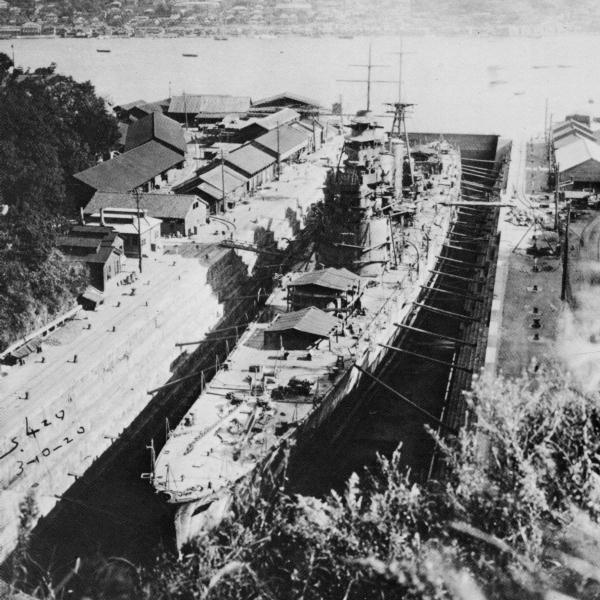
Строящийся «Хагуро» в сухом доке верфи «Мицубиси». Нагасаки, 20 октября 1928 года.

Закладка головного «Мёко» состоялась на стапеле Арсенала флота в Йокосуке 25 октября 1924 года. Однако, из-за нанесённых ранее землетрясением разрушений верфи и приоритетности для неё переоборудования недостроенного линкора «Кага» в авианосец, его постройка шла медленно. Наоборот, заложенный месяцем позже в Курэ «Нати» строился быстро, и его спуск на воду уже был намечен на 15 октября 1926 года — первым в серии. Но из-за обрушения 24 декабря 1925 года двух перегруженных портальных кранов носовая часть корпуса крейсера была серьёзно повреждена, что отложило его сход со стапеля на 8 месяцев.
Торжественный спуск на воду «Мёко» состоялся в Йокосуке 16 апреля 1927 года, за ним наблюдали лично император Хирохито и ещё 150 000 человек. «Нати» же спустили 15 июня в присутствии принца Моримасы Насимото и 35 000 зрителей. В силу по-прежнему большей скорости постройки этого корабля было принято политическое решение максимально быстро ввести его в строй, чтобы успеть к намеченному на 4 декабря 1928 года морскому смотру к коронации Хирохито. После участия в нём «Нати», не имеющий на тот момент большей части приборов управления огнём, щитов 120-мм орудий и катапульты, был возвращён на верфь, где находился до апреля 1929 года. Вслед за ним был сдан и «Мёко» 31 июля.
Заказы на вторую пару кораблей были выданы частным верфям «Мицубиси» (Нагасаки) и «Кавасаки» (Кобэ) в конце 1924 года. 16 февраля 1925 крейсеру № 7 было присвоено название «Асигара» в честь одной из вершин вулкана Хаконэ в западной части префектуры Канагава, а крейсеру № 8 — «Хагуро» в честь одной из трёх священных гор Дэва в префектуре Ямагата. «Хагуро» был заложен в марте в Нагасаки, а «Асигара» — в апреле в Кобэ. На воду они были спущены весной 1928, а сданы в апреле и августе 1929 года.
Хотя «Мёко» вступил в строй только третьим из четырёх кораблей, весь тип официально именовался именно по нему как первому заложенному, и после изменения этого порядка в 1929/1930 годах не переименовывался.
| Название           | Место постройки            | Заложен         | Спущен на воду | Введён в эксплуатацию | Судьба                                                                           |
| ------------------ | -------------------------- | --------------- | -------------- | --------------------- | -------------------------------------------------------------------------------- |
| Мёко (яп. 妙高)    | Арсенал флота, Йокосука    | 25 октября 1924 | 16 апреля 1927 | 31 июля 1929          | Затоплен 8 июля 1946 года в Малаккском проливе                                   |
| Нати (яп. 那智)    | Арсенал флота, Курэ        | 26 ноября 1924  | 15 июня 1927   | 26 ноября 1928        | Потоплен американской палубной авиацией в Манильском заливе 5 ноября 1944 года   |
| Асигара (яп. 足柄) | Верфь «Кавасаки», Кобэ     | 11 апреля 1925  | 22 апреля 1928 | 20 августа 1929       | Потоплен британской подводной лодкой «Тренчант» в проливе Банка 8 июня 1945 года |
| Хагуро (яп. 羽黒)  | Верфь «Мицубиси», Нагасаки | 16 марта 1925   | 24 марта 1928  | 25 апреля 1929        | Потоплен британскими эсминцами в Малаккском проливе 16 мая 1945 года             |

## История службы
После вступления в строй все четыре корабля вошли в состав 4-й дивизии крейсеров. В мае-июне 1930 они совершили плавание в тропических водах, а 26 октября участвовали в морском смотре в Кобэ.
В 1931—1932 годах «Мёко» и «Нати» прошли первую модернизацию, а в августе 1932 участвовали в стрельбах новыми бронебойными снарядами тип 91 по кораблю-цели «Хайкан № 4» (бывший минный заградитель «Асо», до 1905 года—русский броненосный крейсер «Баян»), потопленному затем торпедами подводных лодок.
В августе 1933 года все четыре корабля совершили очередное плавание на юг, а с декабря по январь 1934 модернизацию прошли «Асигара» и «Хагуро».
С ноября 1934 по июнь 1935 года крейсера находились на верфях для проведения первой модернизации. Летом и в начале осени они участвовали в учениях, в ходе которых произошло два крупных инцидента:
- Взрыв во второй башне ГК крейсера «Асигара» из-за воспламенения зарядов 14 сентября 1935 года, в результате которого погиб или был ранен 41 член экипажа. Детонации погребов удалось избежать[39];
- Инцидент с Четвёртым флотом, в ходе которого 26 сентября 1935 все четыре крейсера прошли через центр тайфуна. На «Мёко» была повреждена надстройка, а некоторые соединения были ослаблены и дали течь из-за потери заклёпок[40].

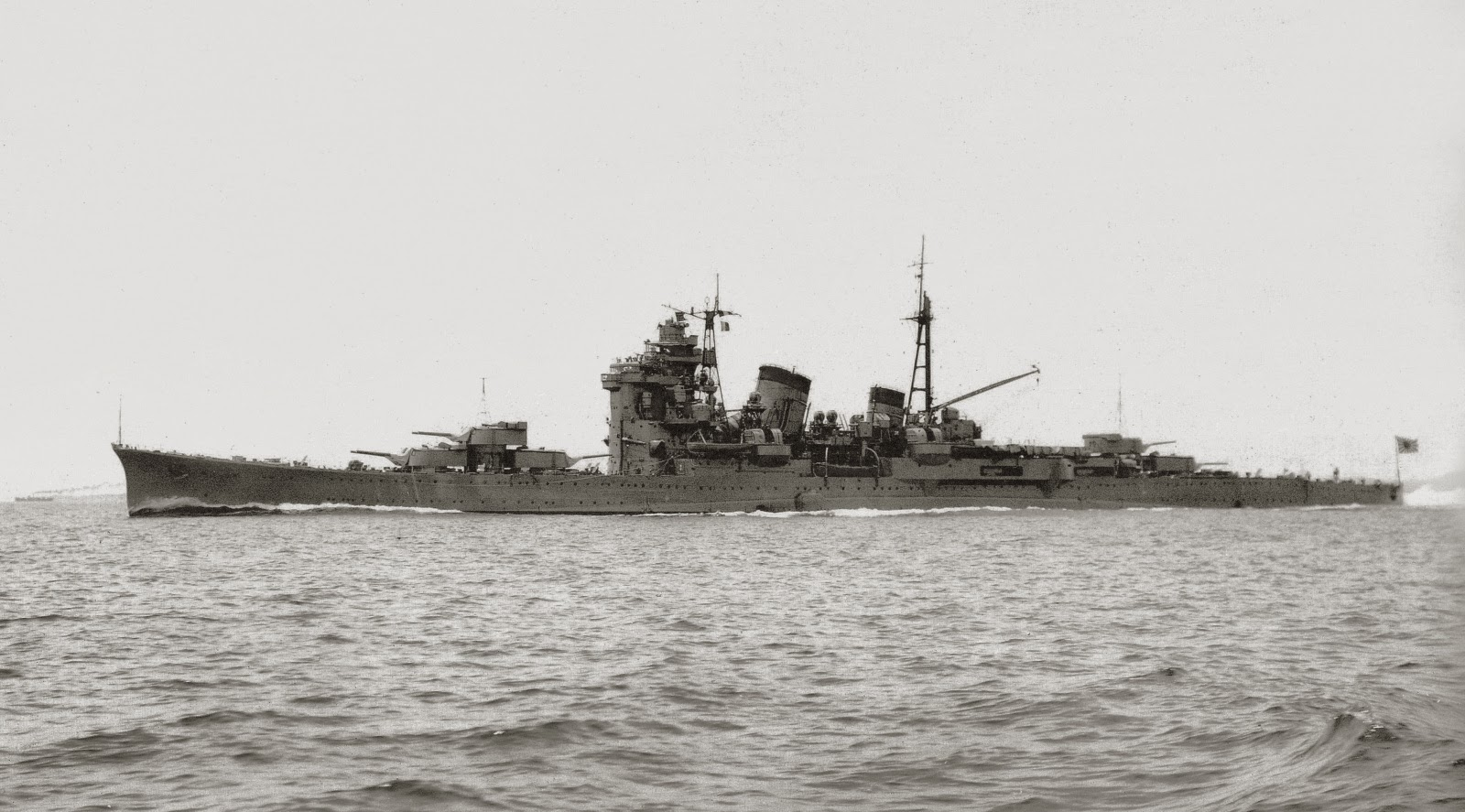
«Асигара» в 1937 году.

В марте-июле 1937 года «Асигара» совершила плавание в Европу, 20 мая приняв участие в смотре в Спитхеде по случаю коронации британского короля Георга VI, а 31-го в параде Кригсмарине в Киле. Остальные три единицы с 27 марта по 6 апреля ходили в район Циндао.
После начала Второй японо-китайской войны четыре крейсера участвовали в переброске в Шанхай 3-й пехотной дивизии ЯИА. В сентябре и ноябре «Нати» и «Хагуро» совершили ещё несколько походов к побережью Северного Китая и после этого были выведены в резерв. «Асигара» и «Мёко» в 1937—1939 активно использовались для патрулирования китайских вод, базируясь в Рёдзюне и портах Тайваня соответственно.
В 1939—1940 годах «Нати», «Хагуро» и «Асигара», а в 1940—1941 и «Мёко» прошли вторую крупную модернизацию.
«Асигара» после завершения работ действовала в китайских водах и заходила в Сайгон во время франко-тайского конфликта в январе 1941 года. В июле она участвовала в захвате Южного Индокитая. «Нати» и «Хагуро» в феврале-марте того же года ходили к побережью Южного Китая, в апреле—к островам Палау.
К моменту вступления Японии в Вторую мировую войну в декабре 1941 года «Мёко», «Нати», и «Хагуро» составляли 5-ю дивизию крейсеров, а «Асигара» являлась флагманом 16-й дивизии. Все они вошли в состав сил, предназначенных для захвата Филиппин: первое соединение направлялось к их южной части, а второе—к северной. В ходе этой операции 4 января 1942 года в стоявший в бухте Малалаг «Мёко» попала 600-фунтовая (271,8 кг) авиабомба с американского бомбардировщика B-17D, пробившая верхнюю палубу и разорвавшаяся на средней в районе офицерских кают. Было убито 35 человек и 29 ранено, крейсер ушёл на ремонт в Сасэбо, где пробыл до середины февраля.
После выполнения задач на Филиппинах все четыре корабля (в том числе вернувшийся «Мёко») в двадцатых числах февраля перешли в Нидерландскую Ост-Индию. 27 февраля «Нати» (флагман адмирала Такаги) и «Хагуро» совместно с 2-й и 4-й ЭЭМ (лёгкие крейсера «Нака» и «Дзинцу», 14 эсминцев) участвовали в сражении в Яванском море с флотом ABDA (2 тяжёлых и 3 лёгких крейсера, 9 эсминцев). На первом этапе боя, первоначально представлявшим собой артиллерийскую дуэль на очень больших дистанциях («Нати» открыл огонь в 16:16 с дальности в 25,6 км) и продлившемся около часа, оба крейсера произвели 1271 выстрел главным калибром и добились пяти попаданий: двух в «Де Рёйтер», двух в «Эксетер» и одного в «Хьюстон». Серьёзные последствия имело только одно из них—в 17:08 203-мм снаряд с «Хагуро» разорвался в котельном отделении «Эксетера», снизив его скорость до 11 узлов и вынудив выйти из боя из-за обесточивания орудийных башен. Кроме того, в 16:52 «Хагуро» запустил 8 торпед из аппаратов левого борта, одна из которых, предположительно, прошла 20 км под водой и в 17:13 разломила на две части эсминец «Кортенар». В ходе последующей атаки эсминцев союзников оба корабля выпустили ещё 302 203-мм снаряда (вероятно, ни разу не попав) и повернули на север, разорвав огневой контакт. Наконец, в ходе ночной фазы сражения, около полуночи, они снова встретились с крейсерами ABDA. В ходе скоротечного боя ими было выпущено 46 203-мм снарядов, а также 16 торпед из аппаратов правых бортов. В 23:46 одна из восьми запущенных «Нати» четырнадцатью минутами ранее торпед поразила «Яву» в район кормовых погребов, вызвав их детонацию и отрыв оконечности длиной около 30 метров, крейсер после этого продержался на воде 15 минут. В 23:40 торпеда с «Хагуро» попала в «Де Рёйтер», который сразу же потерял ход и затонул после пожара тремя часами позже.
1 марта «Асигара» и «Мёко» (позже к ним присоединились «Нати» и «Хагуро») участвовали во втором сражении в Яванском море с остатками флота ABDA («Эксетер» и два эсминца). В первый час боя японцы не добились успехов из-за большой дистанции стрельбы (16-23 км) и эффективности выставленных союзниками дымовых завес. В 11:20 203-мм снаряд разорвался в котельном отделении «Эксетера», выведя из строя 4 из 5 исправных котлов и перебив главную паровую магистраль, обесточенный и оставляемый экипажем корабль в 11:45 был добит двумя торпедами с «Инадзумы». В 11:35 прямым попаданием с «Мёко» или «Асигары» была выведена из строя силовая установка эсминца «Инкантер», из-за угрозы захвата он был затоплен командой в 12:05. Суммарно за бой 4 крейсера 5-й дивизии выпустили 1459 203-мм снарядов и 24 кислородные торпеды тип 93. 5-26 марта «Асигара» участвовала в операции по захвату острова Рождества.
«Мёко» и «Хагуро» входили в состав эскорта авианосцев «Сёкаку» и «Дзуйкаку» в ходе сражения в Коралловом море 6-7 мая. Они также должны были поддерживать высадку на Мидуэй в июне, но после проигранного сражения и отмены операции вернулись на базы.
Ставший флагманом Пятого флота «Нати» участвовал в захвате Атту и в июне-июле находился в алеутских водах.
В Гуадалканальской кампании крейсера этого типа приняли ограниченное участие: «Асигара» в первой половине октября перевозила 2-ю пехотную дивизию ЯИА с Явы на Шортленд, «Мёко» в ночь на 16 октября обстрелял аэродром Хендерсон-Филд, выпустив по нему 462 203-мм снаряда. Также «Мёко» и «Хагуро» прикрывали эвакуацию войск с Гуадалканала в начале февраля 1943 года.

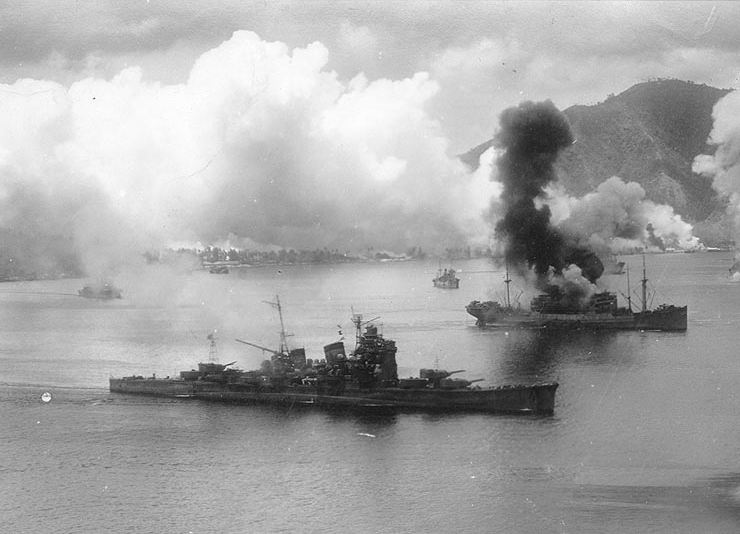
«Хагуро» под налётом американских бомбардировщиков. Рабаул, 2 ноября 1943 года.

«Нати» осень и зиму 1942-го действовал в северных водах, а 27 марта 1943 года, будучи флагманом Северного соединения адмирала Хосогая, участвовал в сражении у Командорских островов. Выпустив 707 203-мм боеприпасов, он нанёс повреждения американским крейсеру «Солт-Лейк-Сити» и эсминцу «Бейли». В ходе боя в него попало пять 127-мм снарядов, в результате чего была выведена из строя первая башня ГК, убито 14 и ранено 27 членов экипажа. Крейсер находился в ремонте в Йокосуке до 11 мая.
6 сентября 1943 года в «Нати» на переходе из Оминато на Парамушир попала торпеда с американской подводной лодкой «Халибат». Из-за того, что она не взорвалась, крейсер без проблем дошёл до точки назначения.
В октябре 1943 года «Мёко» и «Хагуро» снова прибыли в район Соломоновых островов. На переходе к Бугенвилю в «Хагуро» вечером 1 ноября попала 500-фунтовая авиабомба с бомбардировщика B-24, что снизило его скорость до 26 узлов. В последующем сражении в заливе Императрицы Августы в результате около десятка попаданий снарядов калибров 127 и 152 мм на нём были выведены из строя одна 127-мм установка и одна катапульта, погиб 1 член экипажа и 5 было ранено. «Мёко» тогда же столкнулся с эсминцем «Хацукадзэ», отрубив его носовую оконечность и получив при этом повреждения надстройки (в том числе и двух торпедных труб). После возвращения в Рабаул «Хагуро» 2 ноября был безуспешно атакован американскими самолётами, и 4-го вместе с «Мёко» ушёл на Трук.
«Мёко» и «Хагуро» участвовали в сражении у Марианских островов 20 июня 1944, но никаких повреждений не получили.
Все четыре крейсера приняли участие в сражении в заливе Лейте в октябре 1944 года. Входивший в Первое набеговое соединение адмирала Куриты «Мёко» 24 октября в море Сибуян был поражён в правый борт сброшенной с «Эвенджера» торпедой Mk 13 с 272 кг торпекса. В результате затопления четвёртого машинного отделения и генераторного отсека скорость снизилась до 15 узлов, и крейсер был отправлен на ремонт в Бруней. На «Хагуро» на следующий день у острова Самар прямым попаданием 100-фунтовой (45,3 кг) бомбы была разрушена вторая башня ГК, погибло 30 человек. Входившие во Второе набеговое соединение «Нати» (флагман адмирала Симы) и «Асигара» утром в проливе Суригао в ходе скоротечного боя с кораблями Олдендорфа выпустили по 8 торпед, не добившись попаданий, и вернулись затем в Манилу. Тогда же «Нати» протаранил повреждённый «Могами», получив 15-метровую пробоину по левому борту в носу и ограничение по максимальной скорости в 20 узлов, также была разрушена 127-мм установка № 2.

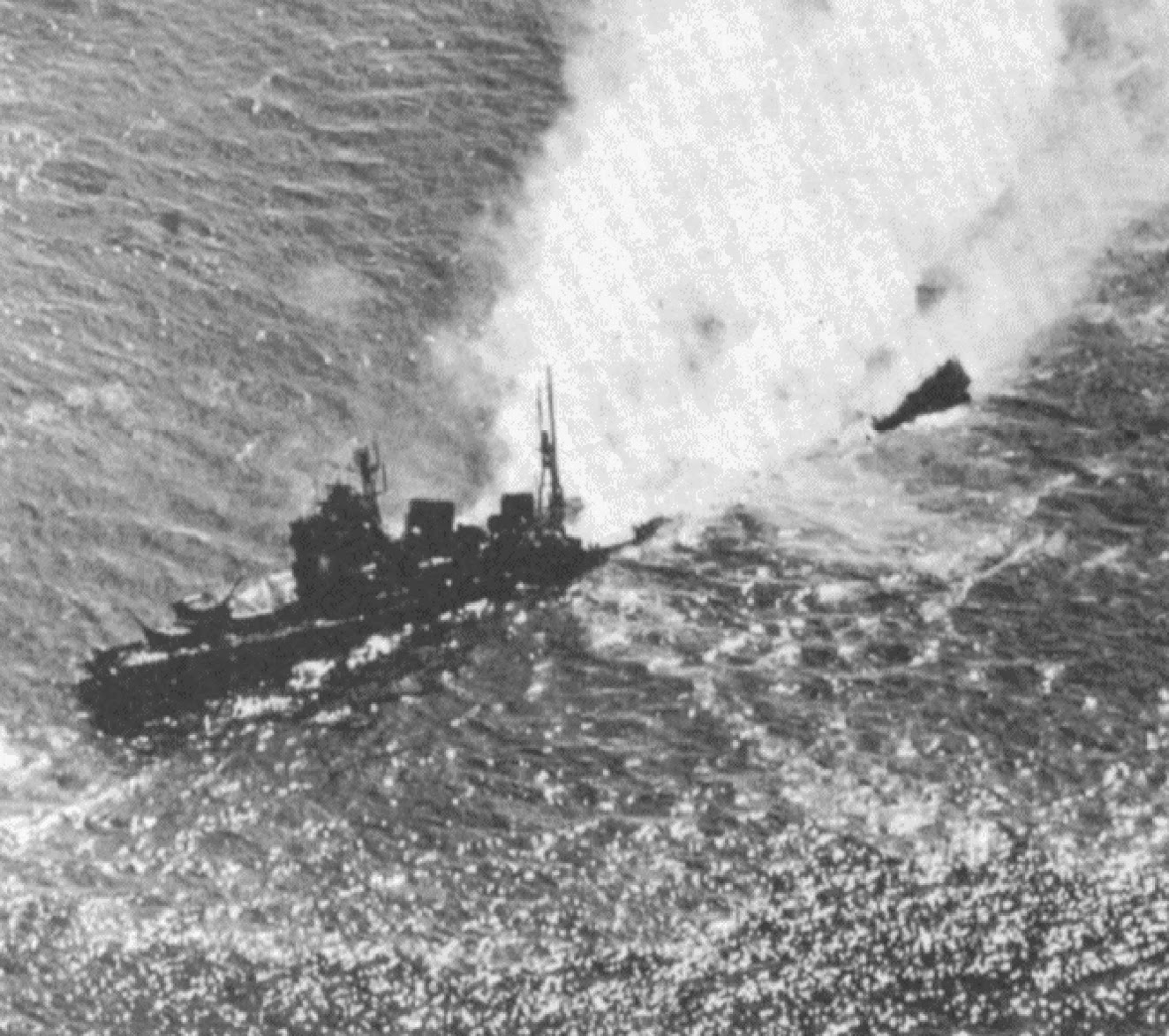
Гибель «Нати».

5 ноября 1944 года на выходе из Манильского залива «Асигара» и «Нати» были атакованы палубными самолётами с авианосцев «Лексингтон» и «Тикондерога» американского Оперативного соединения 38.3. Флагман за 7,5 часов четырежды подвергался налётам, получив суммарно не менее 6 торпед, разломивших его корпус на три части, при этом погибло 807 человек. «Асигара» смогла оторваться и уйти в Бруней.

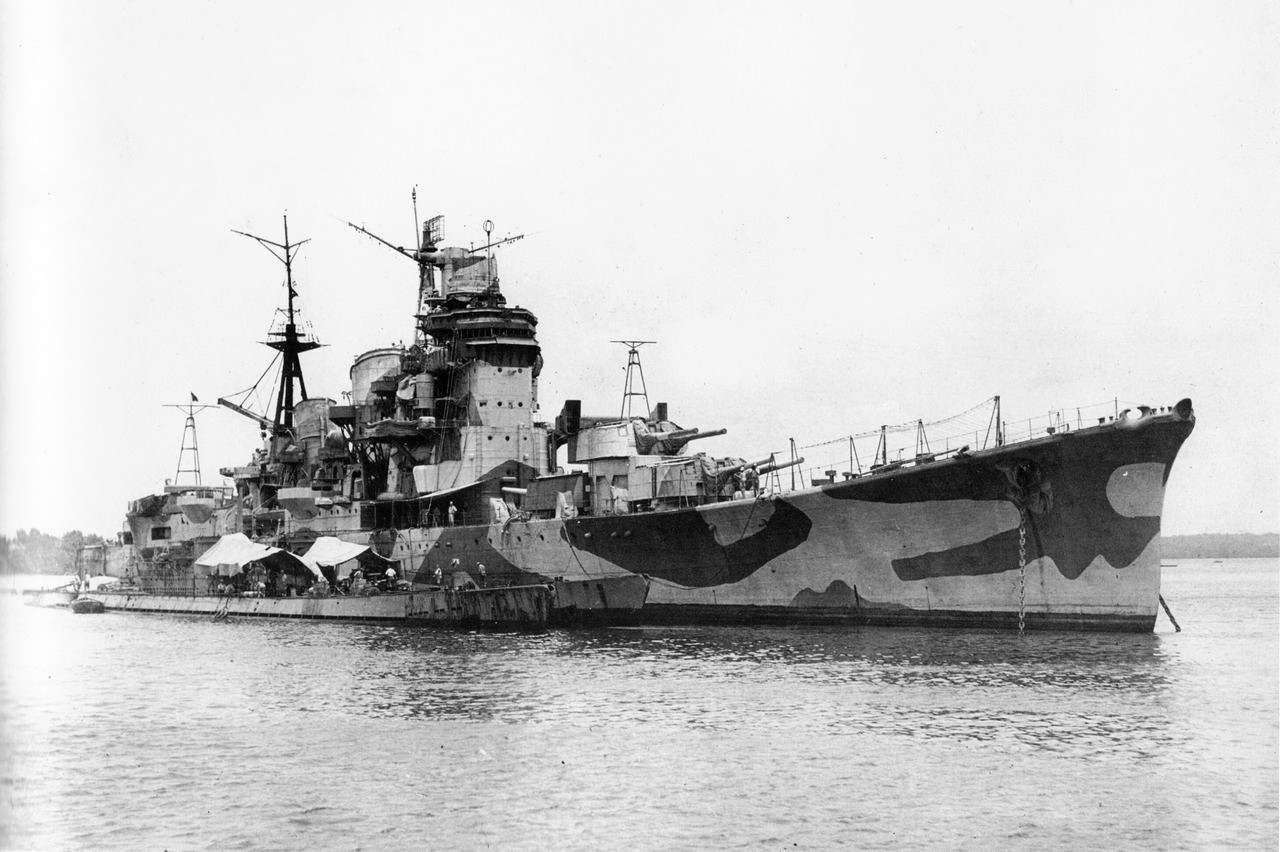
«Мёко» после окончания войны. Сингапур, 25 сентября 1945 года.

В ночь на 13 декабря 1944 года «Мёко» в районе Камрани был атакован американской подводной лодкой «Бергалл», находившейся в районе для постановки мин. Одна из шести выпущенных торпед Mk 14 попала в левый борт крейсера, в результате чего он потерял ход и на нём начался сильный пожар, который удалось потушить только на вторые сутки. 15-16 декабря прибывшему из Камрани судну «Татэбэ-Мару» удалось отбуксировать «Мёко» 5-узловым ходом в район Сайгона, где был получен приказ следовать в Сингапур, навстречу высланным на помощь кораблям. Утром 17-го, в шторм, повреждённая взрывом торпеды кормовая оконечность крейсера оторвалась по 325 шпангоуту, что снизило скорость буксировки до 2,5 узлов. 18-го его встретили отправленные ранее эсминцы «Касуми» и «Хацусимо», а 19-го эскортный корабль «Тибури», но из-за погодных условий их роль ограничилась эскортом. Наконец, утром 23 декабря «Мёко» был взят на буксир спешно завершившим ремонт «Хагуро», в Сингапур крейсера прибыли через двое суток, 25-го.
26 декабря в идущую для обстрела американских позиций на Миндоро «Асигару» попала 500-фунтовая (227-кг) авиабомба с B-25, в результате чего было убито или ранено 10 человек и возник сильный пожар. Из-за угрозы взрыва торпеды пришлось сбрасывать за борт, тем не менее, огонь удалось потушить. В ночь на 27-е крейсер выпустил по району Сан-Хосе 158 фугасных и 68 осветительных снарядов.
В ночь на 16 мая 1945 года идущий с грузом провизии на Андаманские острова «Хагуро» был атакован британскими эсминцами «Сумарес», «Верулам», «Виджилент», «Венус» и «Вираго». Крейсеру удалось добиться попадания в первый из них, но затем его в левый борт поразили три торпеды Mk IX с 340 кг взрывчатки каждая, и в течение примерно 40 минут он затонул. Погибло около 880 из 1200 человек экипажа.
8 июня 1945 года направлявшаяся с войсками из Батавии в Сингапур «Асигара» была поражена четырьмя (затем ещё одной) торпедами с британской подводной лодки «Тренчант», и несмотря на предпринятые меры по контрзатоплению отсеков, перевернулась спустя 25 минут после атаки.
Стоявший в Сингапуре небоеспособный «Мёко» 21 сентября 1945 года был захвачен англичанами и до весны 1946 использовался ими как плавбаза. 2 июля 1946 года его вывели в море и 8-го затопили в Малаккском проливе на глубине в 150 метров.

## Модернизации
В конце 1930 года на всех четырёх крейсерах переднюю дымовую трубу удлинили на 2 м для уменьшения загазованности мостика. Кроме того, на обе трубы были установлены дождезащитные колпаки.
В 1931 году на крейсера была установлена СУАЗО тип 89 в башенках по обеим сторонам передней дымовой трубы, в следующем году она была заменена на более совершенную тип 91.
С ноября 1931 по декабрь 1932 года на «Мёко» и «Нати» были проведены следующие работы:
- Орудия ГК менялись на новые 203,2-мм/50 типа третьего года № 2[12];
- Погреба и подъёмники переделывались под новые (более тяжёлые) снаряды и заряды[12];
- В целом была улучшена система вентиляции, особенно котельных отделений[12].

На «Хагуро» и «Асигаре» орудия ГК заменили в период с декабря 1933 по январь 1934 года на верфи в Сасэбо.
Решение о первой крупной модернизации крейсеров было принято МГШ в 1931 году, основная часть работ была выполнена на всех четырёх единицах в период с ноября 1934 по июнь 1935, а отдельные изменения вносились до июня (на «Асигаре» до ноября) 1936 года.
- Демонтировались все неподвижные торпедные аппараты, зенитные орудия и катапульта с ангаром гидросамолётов[79];
- Первый ярус носовой надстройки продлевался вплоть до четвёртой башни ГК, образую отдельную палубу (зенитную)[79];
- В выступающих по её краям спонсонах разместили восемь 127-мм/40 зенитных орудий тип 89 в спаренных установках типа A1. Обе СУАЗО тип 91 были передвинуты вперёд, расположившись по бокам башнеподобной надстройки[80];
- Пулемёты типа «Рю» переместили на мостик, по бокам от передней дымовой трубы установили два счетверённых 13,2-мм тип 93[81];
- Старые 110-см прожектора заменили на новые и более мощные тип 92[81];
- На верхней палубе в районе с кормовой надстройки разметили два счетверённых торпедных аппарата тип 92 Модель 1 с системой быстрой перезарядки. Запасные торпеды (тип 90, с 1938 тип 93) хранились в специальных пеналах, защищённых 25 мм стали типа D[прим. 8], общий боекомплект составлял 16 штук[82];
- По бортам задней части длинной надстройки разместили две пороховые катапульты тип № 2 Модель 3. На их стрелах и на палубе должны были находиться четыре двухместных разведывательных гидросамолёта тип 95, но фактически до 1936 года на кораблях базировался один тип 95 № 2, позже—до трёх тип 95 и тип 94. Для подъёма последних установили более мощный привод грузовой стрелы на грот-мачте, а её опоры усилили. Кроме того, на верхней палубе были размещены мастерские и склады запчастей для самолётов, на средней палубе (с правого борта, в районе бывших ТА)—каюты для пилотов и техников[83];
- Были сняты ненадёжные электродвигатели, вращавшие валы задних ТЗА при крейсерском ходе, вместо них установлены индукционные турбины, питавшиеся паром от крейсерских—как на типе «Такао»[84];
- Существенно увеличены були, теперь они проходили от третьей до пятой башни ГК и были шире. Это компенсировало рост водоизмещения и улучшило остойчивость ценой падения максимальной скорости до 34 узлов[85];
- Пространство на средней палубе, ранее занимаемое торпедными аппаратами, пустили на жилые помещения для возросшего до 832 человек экипажа. Была улучшена вентиляция кубриков и камбузов, предусмотрели и защиту от применения отравляющих газов в виде створок в шахтах и фильтров в вентиляторах. На центральных постах связи и управления артогнём, а также в радиорубках добавили системы кондиционирования, а также насыщения воздуха кислородом или поглощения углекислоты[83];
- После инцидента с Четвёртым флотом корпуса крейсеров усилили, приклёпывая 25-мм плиты из стали типа D. Тогда же улучшили систему продувки сжатым воздухом стволов после выстрела[81].

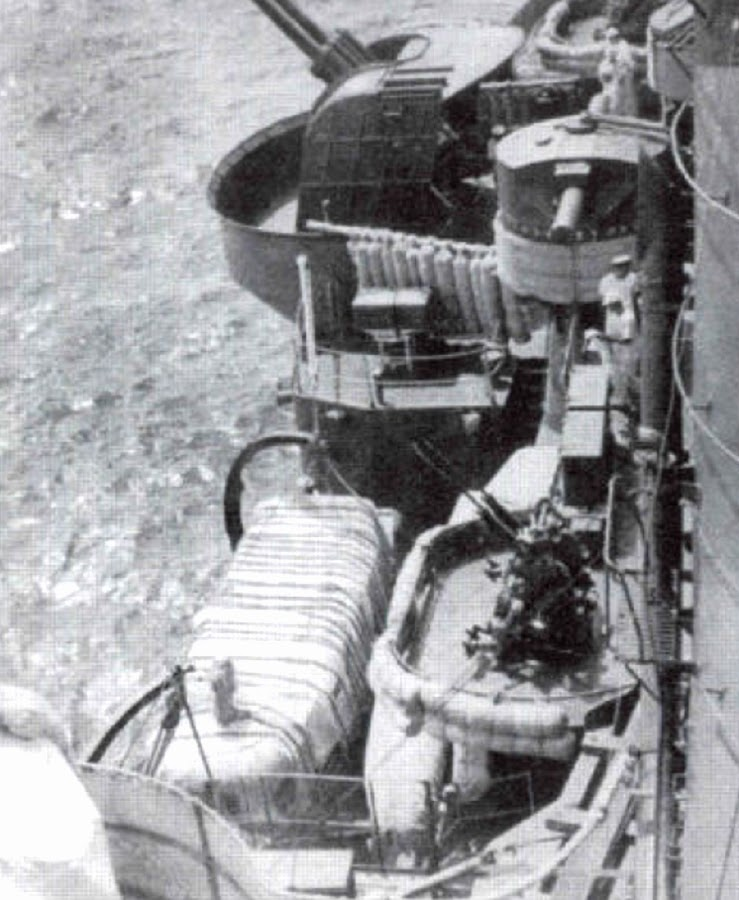
Центральная часть «Хагуро», 1941 год. Видны 127-мм установка типа A_{1} и спаренный 25-мм автомат тип 96, между ними—4,5-м дальномер СУАЗО тип 91.

«Асигара», пробывшая на верфи дольше всех, дополнительно к этому получила новые приборы управления огнём: визиры центральной наводки тип 94, визир слежения за целью тип 92 и счётно-решающий прибор (центральный автомат стрельбы) тип 92.
Проект второй крупной модернизации крейсеров типа «Мёко» был подготовлен в июне 1938 года, однако её реализация была задержана постройкой кораблей по новым судостроительным программам и реконструкцией других тяжёлых крейсеров («Фурутака», «Аоба», «Кинугаса», «Атаго», «Такао»). Хотя «Нати» и «Хагуро» были выведены в резерв уже 1 декабря 1937, заказы на проведение работ на них были выданы только в январе 1939 года. В апреле их выдали и на «Мёко» с «Асигарой». На первых двух крейсерах работы начались сразу же, на верфях «Мицубиси» в Нагасаки («Хагуро») и арсенале флота в Сасэбо («Нати»), и были закончены к декабрю 1939 и марту 1940 года соответственно. Модернизация «Асигары» прошла с июня 1939 по июнь 1940 на арсенале флота в Йокосуке. Работы на «Мёко» на государственной верфи в Курэ были сильно задержаны проходившей там же заменой башен ГК на «Могами» и «Кумано», заняв в итоге период с марта 1940 по апрель 1941. Данная модернизация принесла следующие изменения:
- Приборы управления огнём на трёх крейсерах довели до того же уровня, что и на «Асигаре», при этом переделывалась башнеподобная надстройка. Кроме того, устанавливались новые компасы тип 93 и тип 0, оставшиеся три 110-см прожектора были заменены на новые тип 92, а 6-м дальномер перенесли с крыши первой башни на вершину носовой надстройки (за главный ВЦН тип 94)[89];
- Кормовые радиорубки теперь предназначались для приёма сообщений, а носовые—для их отправки. В башнеподобной надстройке были оборудованы центральный пост связи и шифровальная комната[90];
- Пулемёты типа «Рю» и счетверённые тип 93 сняли. Вместо них установили четыре спаренных 25-мм автомата тип 96 по бокам дымовых труб (с парой визирных колонок тип 95 между ними) и два спаренных 13,2-мм пулемёта тип 93 на мостик[91]
- Добавлены два передних счетверённых ТА тип 92 модель 1, к ним же перенесли и систему быстрой перезарядки. Общий боекомплект—24 торпеды тип 93[91]. Также установлены торпедный автомат стрельбы (ТАС) тип 93 на мостике и прибор управления торпедной стрельбой тип 92 на вершине новой треногой решётчатой фок-мачты (последнее—только на «Мёко», на остальных крейсерах в первой половине 1941 года)[92];
- Авиационные катапульты заменялись на новые тип № 2 Модель 5, способные запускать самолёты с взлётным весом до 4000 кг. Авиагруппа штатно должна была состоять из одного трёхместного разведчика тип 0 и двух двухместных корректировщиков тип 0. Фактически же до ноября 1941 года крейсера несли старые тип 94 и тип 95[92];

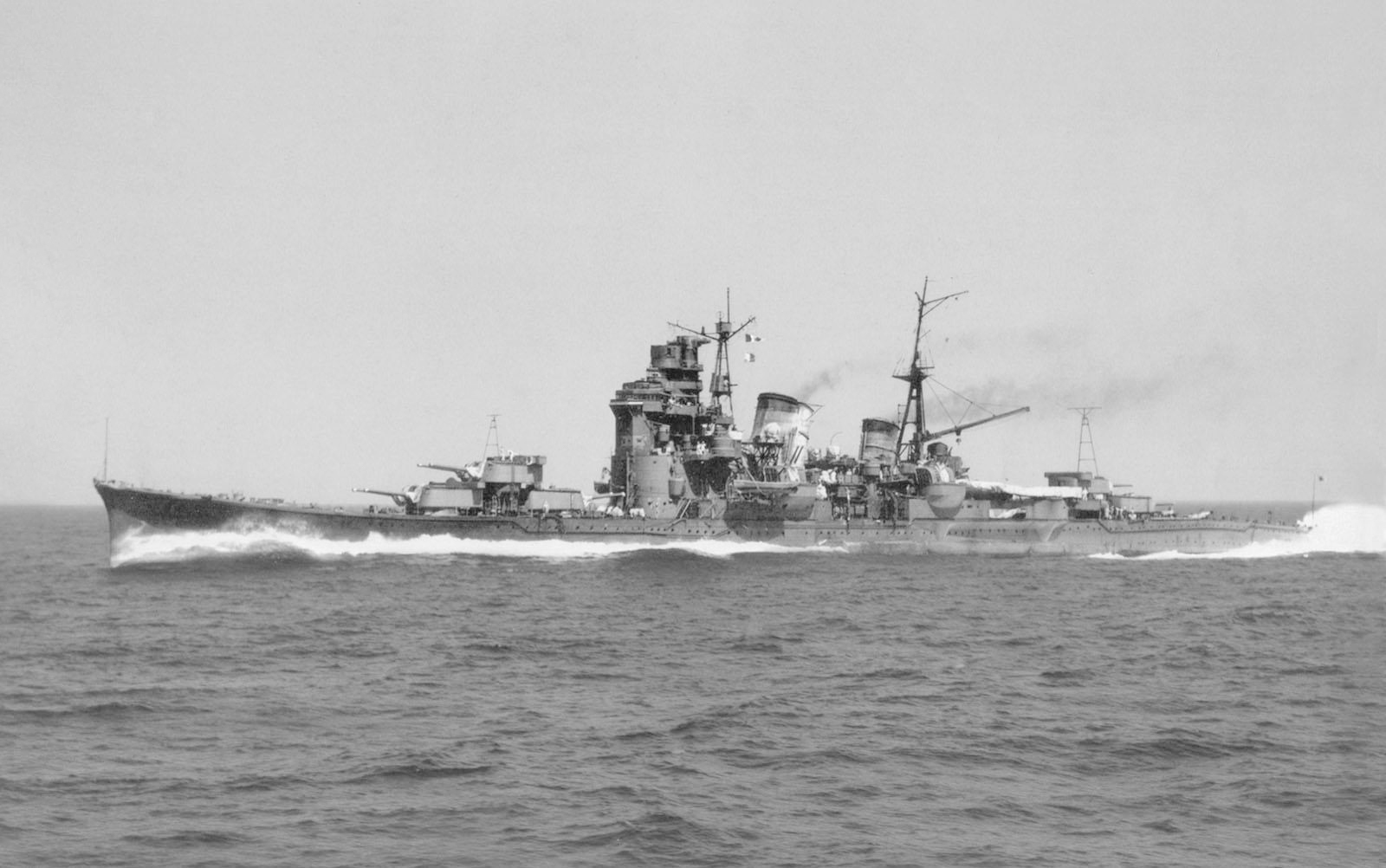
«Мёко» на ходовых испытаниях после второй модернизации. Район острова Угурудзима, 31 марта 1941 года.

- Установленные во время первой модернизации и оказавшиеся ненадёжными индукционные турбины сняли, их роль теперь играли питаемые паром от крейсерских турбины высокого давления задних ТЗА. В котлах заменили трубки и форсунки, на шести из них были установлены пароперегреватели. Над пятым и шестым котельными отделениями разместили ещё один дизель-генератор на 490 кВт. На ходовых испытаниях после модернизации 31 марта 1941 года у острова Угурудзима «Мёко» развил 33,88 узла при водоизмещении 14 984 тонн и мощности машин 132 830 л. с., что превысило ожидавшиеся после роста водоизмещения 33,3 узла[93];
- Установили новые були, часть пространства которых всегда заполнялась стальными трубками, а остальное использовались для хранения топлива или в системе контрзатопления. Новая защита, согласно расчётам, могла выдержать взрыв боеголовки торпеды с 250 кг взрывчатки (в тротиловом эквиваленте) против 200 кг в случае старой[87]. Запас мазута в результате этого снизился с 2472 до 2214 тонн, и планируемая дальность плавания в 8500 морских миль 14-узловым ходом не была достигнута, составив на испытаниях только 7463 миль[93];
- Установили централизованный пост управления затоплением и осушением отсеков, как на крейсерах типа «Тонэ»[94];
- Улучшили противохимическую защиту путём модернизации вентиляционной системы и увеличения числа газонепроницаемых помещений[95];
- Штатный экипаж возрос до 891 человека (62 офицеров и 829 матросов). При использовании как флагманов дивизий («Нати», «Хагуро») он увеличивался до 920, а как флагманов флотов («Мёко», «Асигара»)—до 970[95].

В апреле-мае 1941 года на «Нати», «Хагуро» и «Асигаре» установили пост управления торпедным огнём на фок-мачту и размагничивающую обмотку корпуса. «Мёко» всё это получил ранее в ходе второй модернизации.

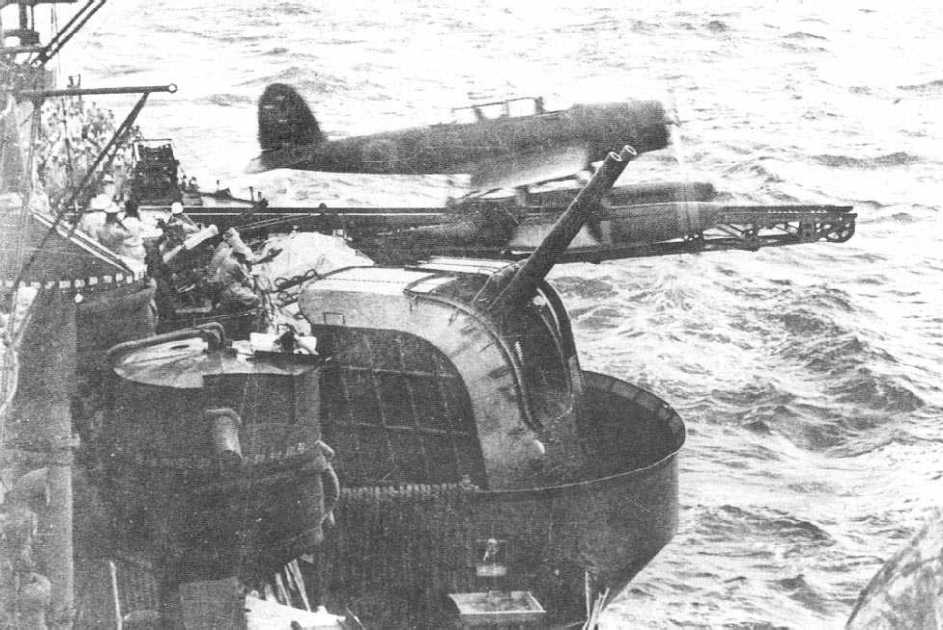
Запуск гидросамолёта тип 0 с левой катапульты «Асигары». Также видны 127-мм установка № 4, два спаренных 25-мм автомата, дальномер СУАЗО тип 91 и визирная колонка тип 95. Яванское море, май 1943 года.

В марте-апреле 1942 на всех четырёх крейсерах при прохождении ремонта в Сасэбо заменили расстрелянные стволы орудий ГК, корректировщики тип 95 заменили на тип 0, также была улучшена работа вентиляции. На корме разместили два жёлоба для сброса глубинных бомб, боекомплект последних составлял до 12 штук. «Нати» в это же время был оборудован как флагман Пятого флота. На «Хагуро» при ремонте в октябре-ноябре заменили грузовую стрелу на новую, аналогичную по конструкции установленной на «Мёко».
При первой военной модернизации с апреля по июль 1943 на всех четырёх крейсерах добавили ещё четыре спаренных 25-мм автомата (по бокам грот-мачты и на мостик, пулемёты тип 93 при этом сняли), доведя число стволов до 16. На площадку фок-мачты вместо гониометра установили радиолокатор обнаружения воздушных целей № 21 второй модификации, способный засечь одиночный самолёт с дальности в 70 км, а их группа—со 100 км.
На «Нати» в августе 1943 года в опытном порядке установили опытный универсальный радар № 21 3-й модификации, снятый затем при ремонте в декабре.
В ноябре-декабре 1943 года (на «Асигаре»—в марте 1944 года) на крейсерах в ходе второй военной модернизации установили 8 одиночных 25-мм автоматов (число стволов достигло 24) и радиолокатор обнаружения надводных целей № 22 4-й модификации. Тот согласно заявленным характеристикам мог засечь эсминец с 17 км, крейсер—с 20 км, линкор—с 35 км. На «Асигаре» в марте 1944 года испытывался опытный универсальный радар № 21 4-й модификации. Также для улучшения герметичности корпуса все иллюминаторы на нижней палубе и часть на средней заделывались путём приваривания на их место круглых стальных заглушек.
В первой половине 1944 года на корабли начали устанавливать приёмники радарного излучения и комплекты инфракрасных приборов наблюдения и связи тип 2.
Летом 1944 года на «Мёко» и «Хагуро» в ходе третьей военной модернизации было установлено ещё 16 одиночных и 4 строенных 25-мм автомата, число их стволов достигло 52. На «Нати» и «Асигаре» в сентябре добавили 20 одиночных и 2 спаренных, общее число стволов стало 48. Погреба зенитных автоматов были расширены: общий боекомплект 25-мм снарядов достиг 100 000 и более, или 2200 на ствол. Тогда же устанавливался дополнительный радар обнаружения воздушных целей № 13: на «Нати» на надстройке, на остальных кораблях—на фок-мачте. Кроме того, РЛС № 22 4-й модификации модернизировалась с установкой супергетеродинного приёмника и позволяла после этого управлять артиллерийским огнём, ставшие ненужными визиры слежения за целью тип 92 сняли. В это же время со всех четырёх крейсеров была демонтирована задняя пара торпедных аппаратов, не имевшая системы быстрой перезарядки.
В период пребывания в Сингапуре в качестве плавучей батареи «Мёко» получил деформирующий камуфляж: на обычную серую окраску накладывались тёмно-серые пятна неправильной формы. Также до капитуляции Японии с него были демонтированы 127-мм орудия и 25-мм автоматы.
| Сводная таблица ТТХ устанавливавшихся на крейсера орудий | Сводная таблица ТТХ устанавливавшихся на крейсера орудий       | Сводная таблица ТТХ устанавливавшихся на крейсера орудий                      | Сводная таблица ТТХ устанавливавшихся на крейсера орудий    | Сводная таблица ТТХ устанавливавшихся на крейсера орудий       | Сводная таблица ТТХ устанавливавшихся на крейсера орудий |
| Орудие                                                   | 20-см/50 типа 3-го года № 1                                    | 20-см/50 типа 3-го года № 2                                                   | 12-см/45 тип 10                                             | 12,7-см/40 тип 89                                              | 25-мм тип 96                                             |
| -------------------------------------------------------- | -------------------------------------------------------------- | ----------------------------------------------------------------------------- | ----------------------------------------------------------- | -------------------------------------------------------------- | -------------------------------------------------------- |
| Год принятия на вооружение                               | 1924                                                           | 1931                                                                          | 1926                                                        | 1932                                                           | 1936                                                     |
| Калибр, мм                                               | 200                                                            | 203,2                                                                         | 120                                                         | 127                                                            | 25                                                       |
| Длина ствола, калибров                                   | 50                                                             | 50                                                                            | 45                                                          | 40                                                             | 60                                                       |
| Масса орудия с затвором, кг                              | 17 900                                                         | 19 000                                                                        | 2980                                                        | 3060                                                           | 115                                                      |
| Скорострельность, в/мин                                  | 2-5                                                            | 2-4                                                                           | до 11                                                       | до 14                                                          | до 260                                                   |
| Установка                                                | Типа D                                                         | Типа D                                                                        | Типа B2                                                     | Типа A1                                                        | —                                                        |
| Углы склонения                                           | −5°/+40°                                                       | −5°/+40°                                                                      | −10°/+75°                                                   | −8°/+90°                                                       | −10°/+85°                                                |
| Способ заряжания выстрела                                | Картузный                                                      | Картузный                                                                     | Унитарный                                                   | Унитарный                                                      | Унитарный                                                |
| Типы снарядов                                            | Бронебойный с баллистическим колпачком, фугасный, практический | Бронебойный с баллистическим колпачком, фугасный, осветительный, практический | Фугасный, осколочный, осветительный, сплошной, практический | Фугасный, осколочно-зажигательный, осветительный, практический | Фугасный, зажигательный, трассирующий, бронебойный       |
| Масса снаряда, кг                                        | 110,0                                                          | 125,85                                                                        | 20,45                                                       | 23,0                                                           | 0,25                                                     |
| Масса метательного заряда, кг                            | 32,63                                                          | 33,80                                                                         | 5,06                                                        | 3,98                                                           | —                                                        |
| Начальная скорость, м/с                                  | 870                                                            | 835                                                                           | 825                                                         | 720                                                            | 900                                                      |
| Максимальная дальность, м                                | 26 700                                                         | 28 900                                                                        | 15 600                                                      | 13 200                                                         | 7500                                                     |
| Досягаемость по высоте максимальная, м                   | —                                                              | —                                                                             | 10 065                                                      | 8100                                                           | 5250                                                     |
| Эффективная, м                                           | —                                                              | —                                                                             | 8450                                                        | 7400                                                           | 1500                                                     |

## Оценка проекта
Корабли типа «Мёко» входили в число первых пяти серий крейсеров, спроектированных исходя из верхних ограничений Вашингтонского договора и заложенных в 1924—1925 годах. На момент вступления в строй по совокупности характеристик они считались сильнейшими в мире:
- Главный калибр из десяти 200-мм орудий в пяти двухорудийных башен был аналогичен таковому на американских крейсерах типа «Пенсакола» (также нёсших десять орудий, но в двух двухорудийных и двух трёхорудийных установках). Британские, французские и итальянские аналоги имели более слабое основное вооружение: восемь 203-мм орудий в четырёх двухорудийных башнях[114].
- На всех первых «договорных» крейсерах в центральной части корпуса имелась батарея универсальных орудий среднего калибра, предназначенных для борьбы с дирижаблями и разведывательными самолётами[115]. На «Мёко» их было шесть, что было больше четырёх орудий «Пенсаколы» и «Каунти», но уступало восьми орудиям «Дюкене» и шестнадцати орудиям «Тренто» — хотя в последних двух случаях калибр был меньше. Кроме того, на европейские крейсера устанавливались 37-мм/40-мм зенитные автоматы, игравшие роль ПВО ближней зоны[115].
- Торпедное вооружение из двенадцати 610-мм неподвижных труб на «Мёко» превосходило как по их числу, так и по калибру и «Тренто» с аналогичным размещением, и «Каунти», «Пенсаколу» и «Дюкень» с поворотными аппаратами[116]. Тем не менее на последующем типе «Такао» в целях повышения безопасности произошёл переход к поворотным ТА на верхней палубе, при меньшем числе труб имевшим систему их быстрой перезарядки[117].
- Сильнейшим авиационным вооружением из пяти типов договорных крейсеров обладала «Пенсакола», нёсшая две катапульты в центральной части корпуса. «Мёко», «Дюкень» и «Тренто» имели по одной, на «Каунти» же их не было вплоть до модернизации[118].
- 102-мм броневой пояс «Мёко» простирался от первой до пятой башни ГК, закрывая погреба и энергетическую установку, в то время как аналогичный по длине пояс «Тренто» имел толщину лишь в 70 мм[119]. Американские и британские крейсера имели раздельное и более скромное по толщине бронирование машин и погребов, на «Дюкене» же вертикальная броня корпуса сводилась к 30-мм прикрытию боезапаса[120]. Палубы первых договорных крейсеров имели сходную толщину, выделялись лишь «Тренто», у которого она достигала 50 мм, и «Пенсакола» с 44-мм палубой над погребами. Установки главного калибра «Мёко», «Каунти» и «Дюкеня» обладали противоосколочным бронированием (25-30 мм)[121], при этом на «Пенсаколе» толщина бронирования лба составляла 63 мм[122], а на «Тренто»—100 мм[123]. Защита от подводных взрывов на «Мёко» из широких булей и 58-мм противоторпедной переборки не имела на то время аналогов, лишь на «Каунти» изначально имелись були, меньшие по размерам[124].
- Компоновочно крейсера типа «Мёко» были гладкопалубными кораблями, выделявшимися среди аналогов необычайно большим соотношением длины к ширине (10,6:1 против 9:1 на «Каунти») и волнообразной формой верхней палубы[125].
- Все первые договорные крейсера имели четырёхвальные паротурбинные энергетические установки, работающие на паре с давлением 18,0-21,0 кгс/см²[126]. Дальность плавания японских крейсеров превосходила таковую у предназначавшихся для действий в Средиземном море итальянских и французских, но уступала британским и американским (на 30 %). Впрочем, при господствовавшей тогда доктрине генерального сражения у японских берегов и эта величина считалась более чем достаточной[20].

Слабыми сторонами проекта были большая строительная перегрузка (приведшая в том числе и к заметному превышению договорных лимитов), полное отсутствие броневой защиты боевой рубки, большое время перехода от экономичного хода к полному, посредственные (особенно для плавания в тропиках) условия обитаемости, а также сохранение продольной переборки в машинных и котельных отделениях, способствовавшей быстрой потере остойчивости после торпедных попаданий.
Параллельно с типом «Мёко» в 1924—1927 годах были построены крейсера «Аоба» и «Кинугаса», сочетавшие корпус, бронирование и энергетическую установку более раннего типа «Фурутака» с новыми двухорудийными 200-мм башнями и 120-мм зенитными орудиями.
Развитием типа «Мёко» стали четыре единицы типа «Такао» постройки 1928—1932 годов. Они получили иной состав вооружения (203,2-мм установки типа E/E1, четыре против шести 120-мм зенитных орудий, поворотные торпедные аппараты на верхней палубе с системой быстрой перезарядки и более совершенными торпедами, две катапульты вместо одной, два 40-мм автомата в дополнение к пулемётам), улучшенное бронирование (усиленная защита погребов и большая площадь пояса), гораздо больших размеров носовую надстройку и иную схему работы ТЗА в крейсерском режиме, из-за дополнительных жилых помещений и более развитой системы вентиляции лучше стала обитаемость. При этом их полное водоизмещение превысило 15 000 тонн, с соответствующим ухудшением остойчивости и результатов ходовых испытаний.
| ТТХ первых вашингтонских крейсеров          | ТТХ первых вашингтонских крейсеров                 | ТТХ первых вашингтонских крейсеров               | ТТХ первых вашингтонских крейсеров | ТТХ первых вашингтонских крейсеров    | ТТХ первых вашингтонских крейсеров   | ТТХ первых вашингтонских крейсеров                     |
|                                             | «Аоба»                                             | «Мёко»                                           | «Кент»                             | «Пенсакола»                           | «Дюкень»                             | «Тренто»                                               |
| ------------------------------------------- | -------------------------------------------------- | ------------------------------------------------ | ---------------------------------- | ------------------------------------- | ------------------------------------ | ------------------------------------------------------ |
| Годы закладки/вступления в строй            | 1924/1927                                          | 1924/1929                                        | 1924/1928                          | 1925/1928                             | 1924/1928                            | 1925/1929                                              |
| Водоизмещение, стандартное/полное, т        | 8300/10 583                                        | 10 980/14 194                                    | 9906/13 614                        | 9242/11 696                           | 10 000/12 200                        | 10 344/13 344                                          |
| Энергетическая установка, л. с.             | 102 000                                            | 130 000                                          | 80 000                             | 107 000                               | 120 000                              | 150 000                                                |
| Максимальная скорость, узлов                | 34,5                                               | 35,5                                             | 31,5                               | 32,5                                  | 33,75                                | 36                                                     |
| Дальность плавания, миль на скорости, узлов | 7000 (14)                                          | 7000 (14)                                        | 8000 (10)                          | 10 000 (15)                           | 4500 (15)                            | 4160 (16)                                              |
| Артиллерия главного калибра                 | 3×2 — 200-мм/50                                    | 5×2 — 200-мм/50 типа 3-го года № 1               | 4×2 — 203-мм/50 Mk VIII            | 2×3, 2×2 — 203-мм/55 Mk 9             | 4×2 — 203-мм/50 Mod 24               | 4×2 — 203-мм/50 Mod. 24                                |
| Универсальная артиллерия                    | 4×1 — 120-мм/45                                    | 6×1 — 120-мм/45 тип 3                            | 4×1 — 102-мм/45 Mk V               | 4×1 — 127-мм/25                       | 8×1 — 76-мм/60 Mod 22                | 6×2 — 100-мм/47 Mod. 24                                |
| Торпедное вооружение                        | 6×2 — 610-мм ТА                                    | 4×3 — 610-мм ТА                                  | 2×4 — 533-мм ТА                    | 2×3 — 533-мм ТА                       | 2×3 — 533-мм ТА                      | 4×2 — 533-мм ТА                                        |
| Авиагруппа                                  | 1 катапульта, 1 гидросамолёт                       | 1 катапульта, 2 гидросамолёта                    | —                                  | 2 катапульты, до 4 самолётов          | 1 катапульта, 2 гидросамолёта        | 1 катапульта, 2 гидросамолёта                          |
| Бронирование, мм                            | Борт — 76, палуба — 32-35, башни — 25, мостик — 35 | Борт — 102, палуба — 32-35, башни — 25, ПТП — 58 | Борт — 25, палуба — 32, башни — 25 | Борт — 63, палуба — 44, башни — 63-19 | Палуба — 30, башни — 30, рубка — 100 | Борт — 70, палуба — 20-50, башни — 100, рубка — 40-100 |
| Экипаж                                      | 622                                                | 764                                              | 685                                | 631                                   | 605                                  | 723                                                    |